# Ramon Font i Bové
Ramon Font i Bové   (Cervera, 1952) és un periodista i diplomàtic català.
És un periodista amb una dilatada trajectòria en mitjans de comunicació, generalment per Catalunya o Portugal. Pel que fa a Catalunya, ha sigut director de TVE Catalunya i de SER, director de RNE i del centre de producció de TVE Sant Cugat, secretari de Comunicació del govern català i president del Consell de l'Audiovisual de Catalunya. Pel que fa a la seva trajectòria a Portugal, Font ha estat redactor de l'Agència EFE, corresponsal de la RNE, de l'Agència Catalana de Notícies (ACN), de Catalunya Ràdio i de TVE i conseller de Porto Canal. Ha estat president de l'Associació de la Premsa Estrangera a Portugal, on fou condecorat amb l'Orde de l'Infant Dom Henrique i l'Ordre del Mèrit.
Va treballar per dos esdeveniments importants. El primer fou els Jocs Olímpics de 1982, en el qual va dirigir la Ràdio Olímpica, tasca per la qual va rebre la medalla Barcelona'92 de l'Ajuntament de Barcelona. El segon fou la Capital Europea de la Cultura de Lisboa l'any 1984, en el qual fou consultor.
Era el responsable del Programa per a la Coordinació de la Promoció Exterior de Catalunya en l'àmbit de Portugal i el Brasil, que prioritzava la internacionalització de les empreses catalanes en aquestes àrees fins a mitjans de juliol de 2015, que es va deixar funcionar quan Ramon Font esdevingué el primer delegat català a Portugal.